# 壱岐市立勝本中学校
壱岐市立勝本中学校（いきしりつ かつもとちゅうがっこう, Iki City Katsumoto Junior High School）は、長崎県壱岐市にある公立中学校。略称「勝中（かっちゅう）」。

## 概要
歴史
学制改革により、1947年（昭和22年）に開校した「勝本町立勝本中学校」と「鯨伏村立鯨伏中学校」の2校を起源とする。2011年（平成23年）の学校規模適正化（統廃合）により、壱岐市旧勝本町の2校（勝本中学校と鯨伏中学校）が統合された。校舎は旧・勝本中学校のものをそのまま継承し、校訓・校章・校歌は統合に伴い新しくなった。
現・勝本中学校
- 校訓 - 「変わらざる純朴、絶えざる向学、大いなる躍進、遥かなる理想」
- 校章 - 旧・勝本中学校と旧・鯨伏中学校の校章を組み合わせたものとなっている。

中央に輝きを表す星を、その周りの円はチームワークと団結を、円の外側は太陽の光を表し、夢・希望・誇りを持って頂点を目指すことを示している。
- 校歌 - 作詞は辻衛、作曲は山陸芳彦による。歌詞は3番まであり、各番とも「われらの勝本中学校」で終わる。
- 校区 - 住所表記に勝本町が入る全域。

小学校区は壱岐市立勝本小学校、壱岐市立霞翠小学校、壱岐市立鯨伏小学校。
- 通学手段 - 勝本小学校区・霞翠小学校区の生徒は徒歩。

鯨伏小学校区からは登下校時スクールバス（2路線）が運行されている。
旧・勝本中学校
- 校訓 -「自主・勤労・協同」
- 校章 - 壱岐島の北部に位置する中学校ということから、北極星になぞらえ、六角星をモチーフに全体で「中」の文字を形づくっている。
- 校歌 - 作詞は久保脩、作曲は横山夏子によるもの。歌詞は2番まであり、1番に校名の「勝本」が登場する。
- 校区 - 住所表記で勝本町の後に、勝本浦・北触・東触・仲触・新城東触・新城西触・片山触・西戸触・大久保触・坂本触が続く地域。

小学校区は壱岐市立勝本小学校と壱岐市立霞翠小学校。

## 沿革
旧・勝本中学校
- 1947年（昭和22年）
  - 4月 - 学制改革（義務教育六・三制の実施）により、「勝本町立勝本中学校」が開校。1年生4学級、2年生4学級、3年生3学級の計11学級、483名。
  - 5月 - 本館・教室2棟が完成。
  - 11月3日 - 校章を制定。
- 1949年（昭和24年）5月 - 運動場を新設。北第一校舎が完成。
- 1951年（昭和26年）8月 - 北第二校舎が完成。
- 1953年（昭和28年） - 2階建ての本館が完成。
- 1957年（昭和32年）3月 - へき地集会所（講堂）が完成。
- 1960年（昭和35年） - 1961年（昭和36年） - 鉄筋ブロック校舎が完成。
- 1963年（昭和38年）9月 - ブラスバンドを結成。
- 1964年（昭和39年）11月 - 勝屋敷を校地として買収。
- 1965年（昭和40年）
  - 4月 - 特殊学級（現・特別支援学級）を開設。
  - 5月 - 第二グラウンドが完成。
- 1966年（昭和41年）
  - 4月 - 勝本町、共同調理方式による学校給食を開始。
  - 7月 - 水産教室を開設。
- 1969年（昭和44年）
  - 7月 - 水産実習船「いわつ」が進水。
  - 9月 - 勝本町営プールが学校敷地内に完成。
- 1971年（昭和46年）4月 - テニスコート・相撲場を整備。
- 1978年（昭和53年）8月 - 鉄筋新校舎が完成。
- 1979年（昭和54年）8月 - 体育館が完成。
- 1981年（昭和56年）3月 - 学校園を整備。
- 1984年（昭和59年）5月 - 校舎裏に花壇を設置。
- 1989年（平成元年）9月 - 校旗を新調。
- 1990年（平成2年）5月 - 屋根付き相撲場が寄贈される。
- 1991年（平成3年）9月 - パソコン教室が完成。
- 2003年（平成15年）7月 - 長崎県中学校総合体育大会で相撲部が優勝。九州大会・全国大会（北海道）に出場した。
- 2004年（平成16年）3月 - 4町合併により、「壱岐市立勝本中学校」となる。
- 2011年（平成23年）3月31日 - 旧・勝本中学校が閉校。

現・勝本中学校
- 2011年（平成23年）4月1日 - 中学校規模適正化（統廃合）により、勝本地区にあった中学校2校（旧・勝本中学校と旧・鯨伏中学校）が統廃合され、開校。
- 2021年（令和3年）10月 - ソフトボール部が長崎県中学校ソフトボール競技新人大会において優勝。
- 2022年（令和4年）
  - 7月 - 軟式野球部とソフトボール部が長崎県中学校総合体育大会において優勝。九州中学校大会出場を決めた。
  - 8月
    - 九州中学校大会において、軟式野球部が3位となり、全国大会（北海道）出場を決めた。ソフトボール部はベスト8に入った。
    - 全国中学校軟式野球大会において、軟式野球部がベスト16に入った。

## 学校行事
3学期制
1学期
- 4月 - 始業式、入学式、歓迎遠足、能満寺奉納相撲、3年実力テスト
- 5月 - 壱岐市中体連球技・剣道大会、中間テスト
- 6月 - 壱岐市中体連陸上・相撲大会、期末テスト
- 7月 - 辰ノ島清掃ボランティア、終業式
- 8月 - 夏季休業、空ビン回収

2学期
- 9月 - 始業式、実力テスト、体育大会
- 10月 - 壱岐市中体連駅伝大会、勝本みなと祭り、2年修学旅行、3年職場体験
- 11月 - 3年実力テスト、文化発表会（合唱コンクール）、3年三者面談
- 12月 - 生徒会役員選挙、終業式

3学期
- 1月 - 始業式、実力テスト
- 2月 - 学校説明会（小6対象）、2年立志式、学年末テスト
- 3月 - 卒業式、修了式、離任式

## 部活動
運動部のみ。
通年
- 軟式野球部
- ソフトボール部
- 男子バレーボール部
- 女子バレーボール部
- 男子卓球部
- 女子卓球部
- 男子ソフトテニス部
- 女子ソフトテニス部

期間限定
- 5月後半～6月前半 - 陸上部、相撲部
- 夏季休業中～10月上旬 - 駅伝部

## 著名な出身者
- 下條雄太郎（ボートレーサー）

## アクセス
最寄りのバス停留所
- 壱岐交通「勝本中学校前」バス停

最寄りの幹線道路
- 長崎県道23号勝本石田線

## 周辺
- 壱岐市立勝本保育所
- 壱岐市立霞翠小学校
- 壱岐市役所 勝本支所（旧・勝本町役場）
- 壱岐市議会
- 西部総合開発センター（通称:文化センター）- 2021年4月より休館中
- 品川外科病院